# Mariko Tamaki
Mariko Tamaki é uma autora de histórias em quadrinhos canadense. É conhecida por ser a criadora da graphic novel Skim, publicada em 2008 e ilustrada por sua prima Jillian Tamaki. Skim foi indicada ao Eisner Award de 2008 em duas categorias, "Melhor publicação para jovens" e "Melhor álbum gráfico - inédito", Jillian foi indicada à categoria de "Melhor desenhista/arte-finalista", e a própria Mariko foi indicada ao prêmio de "Melhor Roteirista".
Após a bem-sucedida primeira graphic novel, Mariko escreveu um livro, (You) Set Me on Fire e o roteiro do curta-metragem Happy 16th Birthday, Kevin, além de sua segunda graphic novel, intitulada Emiko Superstar, ilustrada por Steve Rolston. Voltou a trabalhar com a prima em 2014, em This One Summer, uma graphic novel publicada naquele ano e vencedora do Ignatz Awards na categoria "Melhor Graphic Novel". A obra foi vencedora também do "Governor General's Award".
Em 2020, Mariko Tamaki recebeu o prêmio Eisner de Melhor Roteirista e Melhor Publicação para Adolescentes por Laura Dean Keeps Breaking Up with Me.